# Кутасов, Сергей Александрович
Сергей Александрович Кутасов (Пустой шаблон {{ВД-Преамбула}} ) — российский хоккеист, нападающий.

## Биография
Воспитанник новочебоксарского «Сокола», дебютировал за команду в сезоне-1991/92 первой лиги. По ходу сезона-1993/94 перешёл в команду МХЛ «Химик» Воскресенск, в составе которой за полтора сезона провёл 55 матчей. В сезоне-1995/96 сыграл 13 матчей в МХЛ за «Ак Барс», также в этом и следующем сезонах провёл 60 матчей за «Ак Барс-2». В дальнейшем выступал за «Нефтяник» Альметьевск (1997/98 — 1998/99), «Сокол» Новочебоксарск 91999/2000, 2000/01, 2001/02), «Нефтяник» Лениногорск, «Спартак» и «Спартак-2» (оба — Москва, все — 2000/01), «Химволокно» Могилёв (Беларусь, 2001/02).